# Tramvajová doprava v Noginsku

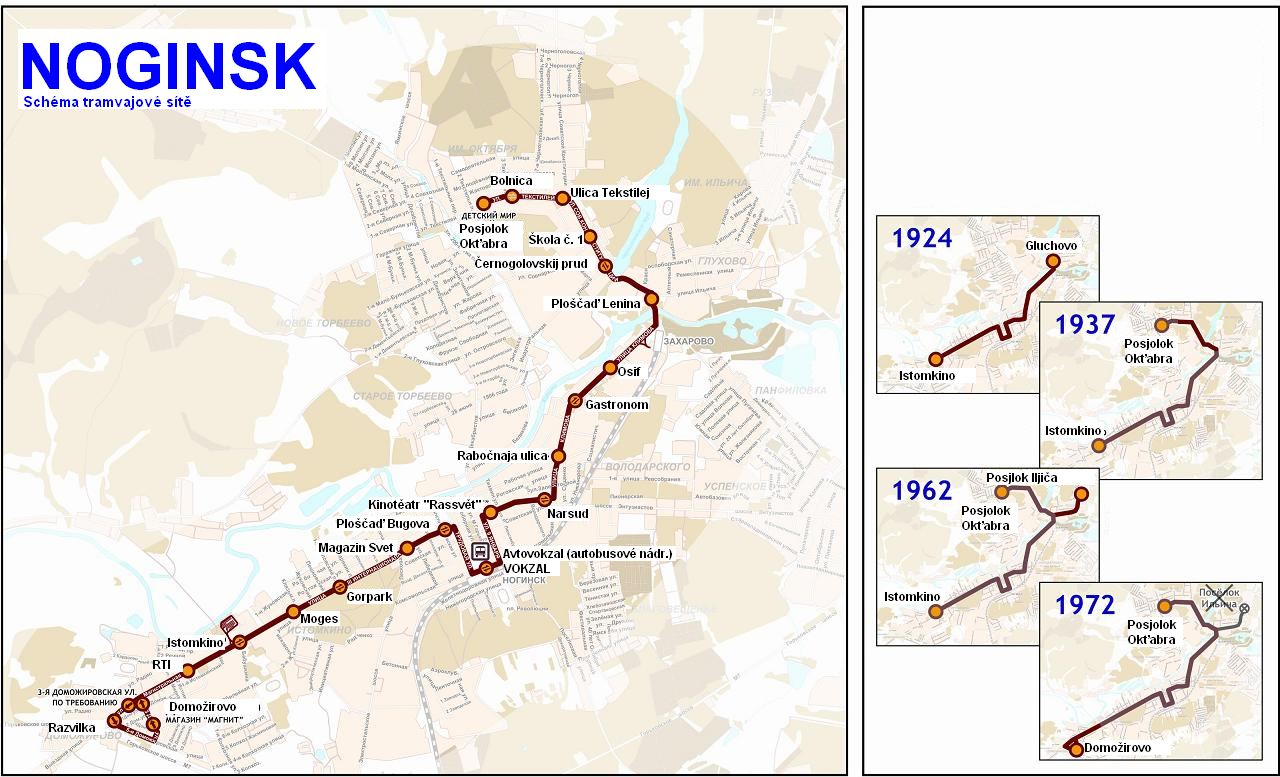
Historický vývoj sítě

Tramvajová doprava funguje také i v Noginsku, stodesetitisícovém městě v Moskevské oblasti. Jedná se o malou a nepříliš vytíženou síť.
První návrhy zdejší tramvajové sítě se objevily ještě před Říjnovou revolucí. S výstavbou se začalo nedlouho po ukončení války; roku 1922. Existovaly i projekty na vybudování meziměstské trati do Moskvy, avšak ty nakonec zrealizovány nebyly. 2. března 1924 byl zprovozněn první úsek vedený v trase Istomkino – centrum – Gluchovo; jednalo se o jednokolejnou trať s výhybnami. Roku 1937 byl východní konec celé tratě prodloužen do Posjolku Okťabra (říjnové obce). Další rozšiřování se konalo v letech 1962 (do obce Posjolok Iljiča; trať však existovala pouhých deset let) a 1972, kdy byl otevřen úsek na druhém konci města do čtvrti Domožirovo. Významnou a též i nešťastnou událostí se stal požár, který zachvátil zdejší tramvajovou vozovnu roku 1984. Od roku 1993 jezdí současné tramvaje typu KTM-8, dříve sloužily také i RVZ-6 a MTV-82.